# Bensen X-25
Die Bensen X-25 ist ein Tragschrauber, der als Versuchsfluggerät im Rahmen des United States Air Force Discretionary Descent Vehicle (deutsch etwa Fahrzeug für den Abstieg nach eigenem Ermessen) Programms entwickelt wurde.

## Geschichte
Ziel des Projektes war es die Schleudersitze von Kampfflugzeugen durch die X-25 zu ersetzen, um den Piloten mehr Kontrolle über den Sinkflug nach dem Ausschuss aus dem Flugzeug zu geben. Die Piloten sollten so mehr Kontrolle darüber haben, wo genau sie nach dem Absprung mit dem Schleudersitz landen.
Die X-25B war ein unmotorisiertes Gefährt mit dem keine bemannten Tests durchgeführt wurden. Die X-25A hingegen war motorisiert. Beide Fluggeräte wurden genutzt um den Steuerungs- und Schulungsaufwand für die Nutzung eines Tragschraubers zu erforschen. Es wurden jedoch nie Versuche in vollem Umfang durchgeführt. Der Erstflug der X-25A war am 5. Juni 1968. Das DDV Programm wurde mit dem Ende des Vietnamkriegs von der United States Air Force eingestellt.
Die X-25A ist im Nationalmuseum der United States Air Force in Dayton (Ohio) und die X-25B im AFFTC Museum (Air Force Flight Test Center) ausgestellt.

## Bensen B-8M
Bei dem für das Programm untersuchtem Versuchsfluggerät X-25B und X-25A handelte es sich um einen Tragschrauber des Typs Bensen B-8. Der Bensen B-8 ist ein kleiner, einsitziger Tragschrauber, der in den 1950er Jahren in den USA von Igor Bensen (Bensen Aircraft) entwickelt wurde. Obwohl der ursprüngliche Hersteller die Produktion 1987 eingestellt hat, wurden bis 2007 noch Pläne für den Eigenbau zur Verfügung gestellt.
Die Konstruktion des Bensen B-8 war aus einer Verbesserung des Bensen B-7 hervorgegangen, einem unmotorisierten Schlepptragschrauber (motorloser Kleintragschrauber). Der Bensen B-8 wurde anfangs, genauso wie sein Vorgänger Bensen B-7, als motorloser Schlepp-Tragschrauber gebaut. In dieser Form flog er erstmals im Dezember 1955. Am 8. Juli 1957 hatte dann die modifizierte Version Bensen B-8M (M für motorisiert) ihren Erstflug. Die Konstruktion erwies sich als sehr brauchbar und war lange Jahre beliebt. In den folgenden 30 Jahren wurden Tausende von Plänen von diesem Typ verkauft.

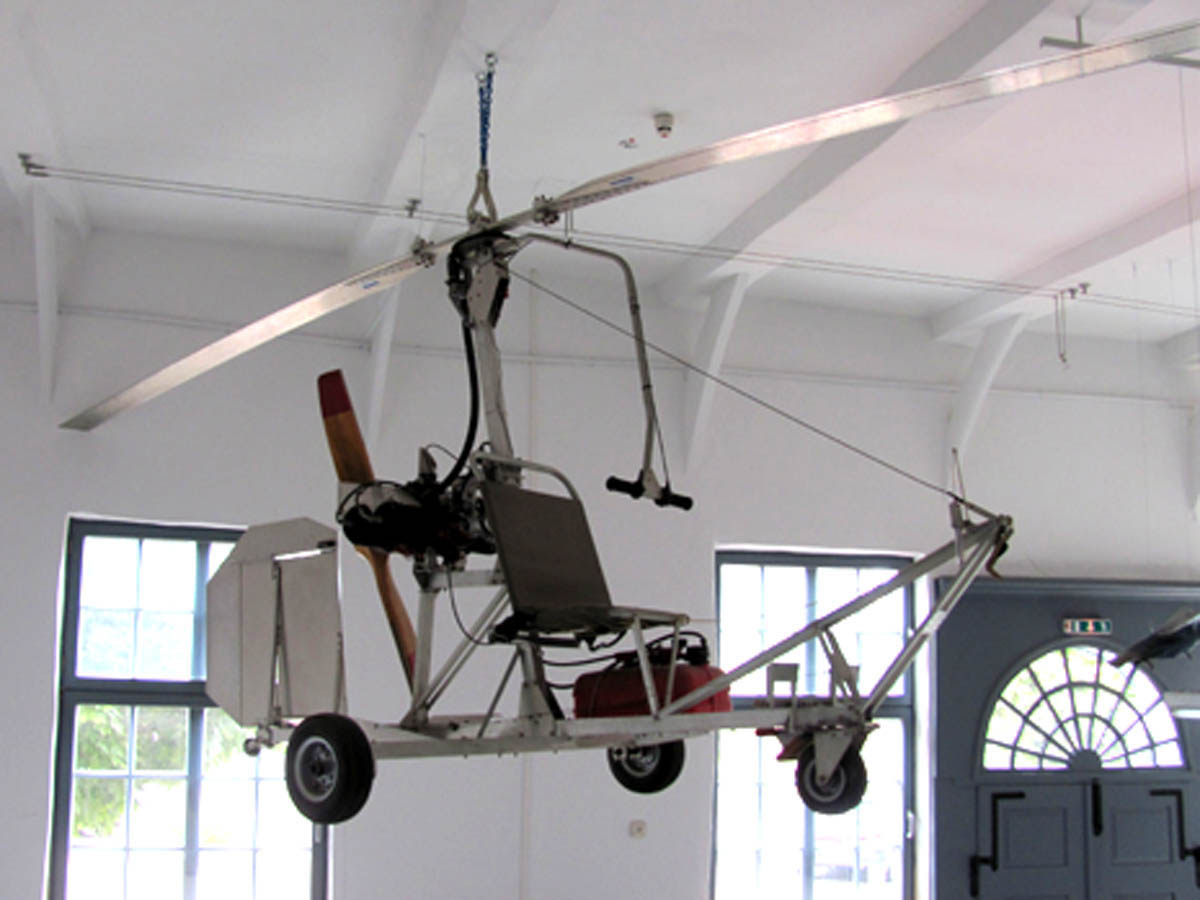
Tragschrauber Bensen B-8M im Hubschraubermuseum Bückeburg

Die Konstruktion des Bensen B-8 ist sehr minimalistisch; das Fluggerät besteht nicht aus viel mehr, als dem Pilotensitz, einem Heckausleger, dem Rotor und in der motorisierten Version noch aus dem Motor.

## Technische Daten
| Kenngröße             | Daten der B-8M Gyro-Copter |
| --------------------- | --- |
| Hersteller            | Bensen |
| Rotordurchmesser      | 6,10 m |
| Länge                 | 3,45 m |
| Höhe                  | 1,90 m |
| max. Startmasse       | 227 kg |
| Leermasse             | 112 kg |
| Besatzung             | 1 |
| Höchstgeschwindigkeit | 137 km/h |
| Dienstgipfelhöhe      | 5030 m |
| Reichweite            | 160 km |
| Triebwerke            | ein McCulloch Model 4318E Vierzylinder-Boxermotor mit 72 PS (53 kW) Leistung oder ein 90 PS-Triebwerk (66 kW) mit gleichem Gewicht und Abmessungen |